# 1999 dans les chemins de fer
Chronologie des chemins de fer
1998 dans les chemins de fer - 1999 - 2000 dans les chemins de fer

## Évènements

### Janvier
- 1er janvier, France : création de la marque commerciale Transilien pour les trains de banlieue de la SNCF pour l'Île-de-France.
- 11 janvier, États-Unis : de nouvelles rames Talgo commencent à circuler dans le corridor Seattle-Portland-Eugene exploité par Amtrak pour le compte du département transport de l'État de Washington.

### Février
- 1er février, France : création du GIE Eurailtest par la SNCF et la RATP en vue de commercialiser des essais de matériel ferroviaire à des clients tiers.
- 24 février, Pays-Bas : Cariane, filiale autocariste de la SNCF acquiert un tiers du capital de Syntus, société néerlandaise concessionnaire des transports régionaux de la province de Gueldre.

### Mars
- 2 mars, France : décret créant le Conseil supérieur du service public ferroviaire dont le rôle principal est de veiller à la coordination des deux établissements publics ferroviaires, SNCF et RFF.
- 24 mars, Kenya : le déraillement du train Nairobi-Mombasa près de Kyulu fait 35 morts et une centaine de blessés. L'accident serait dû à la vétusté du matériel roulant.
- 25 mars, Royaume-Uni : Railtrack présente un programme d'investissements de 40,4 milliards d'euros pour rénover l'infrastructure ferroviaire du pays sur dix ans.

### Avril
- 12 avril, Allemagne : un train suspendu du monorail de Wuppertal, avec une cinquantaine de voyageurs à bord, se décroche et fait une chute de huit mètres en contrebas. L'accident fait cinq morts et 46 blessés.
- 14 avril. Japon : le prototype du train japonais à sustentation magnétique Maglev atteint 552 km/h sur la piste expérimentale  de Yamanashi.
- 15 avril : Allemagne : présentation des nouvelles rames pendulaires ICT commandées par la Deutsche Bahn.

### Mai
- 14 mai. Pologne : le président des chemins de fer polonais PKP annonce la suppression de 60 000 postes de cheminots (sur 206 000) avant 2003. Cette mesure suit la forte baisse des trafics de charbon.

### Juin
- 22 juin : Allemagne-Pays-Bas : accord pour la fusion de DB Cargo et NS Cargo, activités fret respectives de la Deutsche Bahn et des Nederlandse Spoorwegen, et la création en janvier 2000 de Rail Cargo Europe, renommé par la suite Railion.

### Juillet
- 1er juillet. Canada : le Canadien National acquiert la compagnie américaine Illinois Central Corporation.
- du 5 au 31 juillet. Allemagne : 24 trains chargé de 40 conteneurs assurent le déménagement du gouvernement allemand de Bonn à Berlin (480 km).
- 12 juillet 1999. France : inauguration de la première branche de la ligne Éole (RER E).
- 16 juillet. Japon : mise en service entre Ueno et Sapporo des trains de nuit « Cassiopeia » par la compagnie JR East.

### Août
- 2 août. Inde : catastrophe ferroviaire de Gaisal (Bengale occidental) : la collision de deux trains express sur une voie unique fait plus de 400 morts.
- 14 août. Danemark-Suède : pose du dernier tablier du lien fixe de l'Oresund reliant Copenhague à Malmö en présence de la princesse héritière de Suède et du prince héritier du Danemark.
- Août. Allemagne : premières circulation des trains de la Metropolitan Express Train GmbH, filiale de la Deutsche Bahn. Il s'agit de trains express haut de gamme destinés aux hommes d'affaires.

### Septembre
- 1er septembre. France : suppression de la première classe dans les trains de la banlieue parisienne exploités par la SNCF.
- 3 septembre. Royaume-Uni : création d'Eurostar Group, structure de gestion commune des trains Eurostar formée par la SNCF, la SNCB et ICRR (Inter-Capital and Regional Rail Ltd) dont les actionnaires sont National Express (40 %), SNCF (35 %) et SNCB (15 %).
- 20 septembre. France : première apparition du logo Transilien dans la gare d'Asnières-sur-Seine, nouveau nom choisi par la SNCF pour les services de  banlieue en Île-de-France.

### Octobre
- 5 octobre. Grande-Bretagne : l'accident ferroviaire de Paddington (banlieue ouest de Londres) fait 31 morts et plus de 150 blessés. La prise en écharpe entre un train de banlieue de Thames Trains et un Intercity de la compagnie Great Western Train serait dû au nom respect de la signalisation par le premier.
- 7 octobre. France : la concession de la ligne Nice - Digne (Chemins de fer de Provence) est attribuée pour quinze ans à la société Chemins de fer et transport automobile (CFTA), filiale de Vivendi, par le SYMA (Syndicat Mixte Méditerranée-Alpes). Le personnel, en majorité opposé à cette décision, se met en grève le 22 décembre jusqu'au 30 janvier 2000.
- 28 octobre. France : la SNCF acquiert, par l'intermédiaire de sa filiale SNCF Participations, la société Via-GTI, exploitant de 88 réseaux urbains en France et de réseaux ferroviaires en Europe.

### Novembre
- 25 novembre. Suède : mise en service des navettes Arlanda Express à grande vitesse entre Stockholm et l'aéroport d'Arlanda (42 km).

### Décembre
- 5 décembre. Monaco : inauguration de la nouvelle gare souterraine de Monaco-Monte-Carlo.